# 富尔诺勒瓦勒
富尔诺勒瓦勒（法語：Fourneaux-le-Val，法語發音：[fuʁno lə val] ⓘ）是法国卡尔瓦多斯省的一个市镇，属于卡昂区。

## 地理
富尔诺勒瓦勒（48°51'18"N, 0°16'1"W）面积5.39 平方千米，位于法国诺曼底大区卡爾瓦多斯省，该省份为法国西北部沿海省份，北濒大西洋英吉利海峡，东北与滨海塞纳省以海上边界相接，东临厄尔省，南至奧恩省，西与芒什省接壤。
与富尔诺勒瓦勒接壤的市镇（或旧市镇、城区）包括：莱洛日索尔斯、昂特河畔马蒂尼、圣马丹德米约、巴佐什欧乌尔姆。

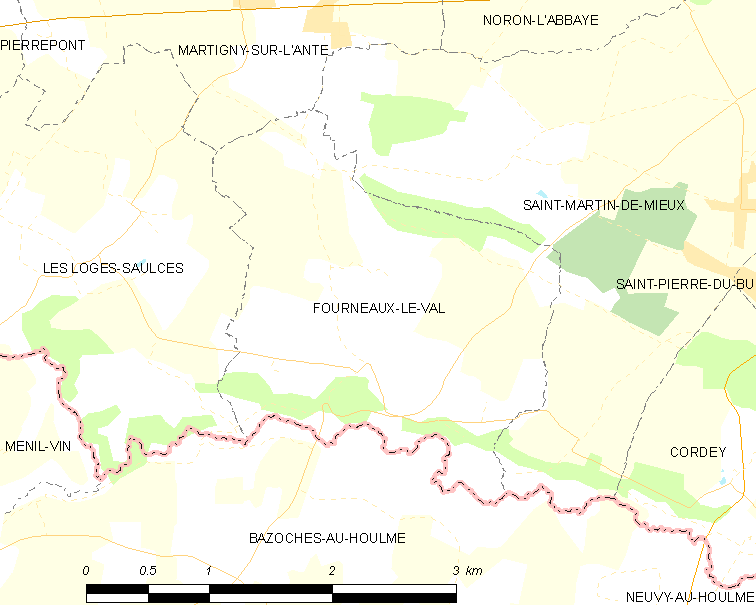
富尔诺勒瓦勒的OSM定位图

富尔诺勒瓦勒的时区为UTC+01:00、UTC+02:00（夏令时）。

## 行政
富尔诺勒瓦勒的邮政编码为14700，INSEE市镇编码为14284。

## 政治
富尔诺勒瓦勒所属的省级选区为法莱斯县。

## 人口

1962-2008年间富尔诺勒瓦勒人口变化图示

富尔诺勒瓦勒于2022年1月1日时的人口数量为154人。